# Operation Nordpolen
Operation Nordpolen (engelska: Arctic Dogs eller Arctic Justice: Thunder Squad) är en brittisk-kanadensisk-amerikansk dator-animerad komedifilm från 2019 skriven och regisserad av Aaron Woodley och regisserad av Dimos Vrysellas. Jeremy Renner, Heidi Klum, James Franco, John Cleese, Omar Sy, Michael Madsen, Laurie Holden, Anjelica Huston och Alec Baldwin gör röster i filmen.   

## Handling
Fjällräven Swifty (Jeremy Renner) arbetar i Arctic Blast Delivery Services brevsortering men drömmer om att en dag få bli en Järnjycke, en kurirhund. För att visa sig värdig för Järnjycke-rollen, kapar Swifty i hemlighet en av slädarna och levererar ett mystiskt paket till en hemlig plats. Han snubblar på en hemlig fästning där han ansikte mot ansikte stöter på Otto von Valross (John Cleese), en otäckt genial gestalt som går runt på mekaniska ben och styr över en lojal armé av märkligt artiga lunnefåglar. Swifty upptäcker snart Otto von Valross' plan att smälta polarisen för att översvämma världen och sedan regera som högsta ledare. Nu måste Swifty få hjälp av sina vänner PB (Alec Baldwin), Lemmy (James Franco), Sal (Omar Sy), Dakota (Laurie Holden) och Jade Fox (Heidi Klum). Denna grupp utstötta arktiska missanpassningar måste slå sig samman för att stoppa Otto von Valross' onda planer och rädda världen.

## Röster
- Jeremy Renner som Swifty, en fjällräv[2]
- Alec Baldwin som PB, en introvert isbjörn.
- Heidi Klum som Jade, en rödräv som är en tuff mekaniker.
  - Klum gör också Berthas röst
- John Cleese som Otto von Valross
- Anjelica Huston som Magda, en ren som är Swiftys chef
- James Franco som Lemmy, en tankspridd albatross
- Omar Sy som Sal, en konspirationsteoretisk utter
- Michael Madsen som Duke, en polarhund
- Laurie Holden som Dakota, en polarhund
- Nina Senicar som Inka